# عوير (المهرة)

تعديل مصدري - تعديل

عوير هي إحدى قرى مديرية المسيلة التابعة لمحافظة المهرة، بلغ تعداد سكانها 69 نسمة حسب تعداد اليمن لعام 2004.